# يوجين روجرز
يوجين روجرز (بالإنجليزية: Eugene Rogers)‏ هو سباح أمريكي، ولد في 17 فبراير 1924 في نيويورك في الولايات المتحدة.

## وصلات خارجية
- يوجين روجرز على موقع الاتحاد الدولي للسباحة (الإنجليزية)
- يوجين روجرز على موقع أوليمبيديا (الإنجليزية)